# Landweibels-Huus

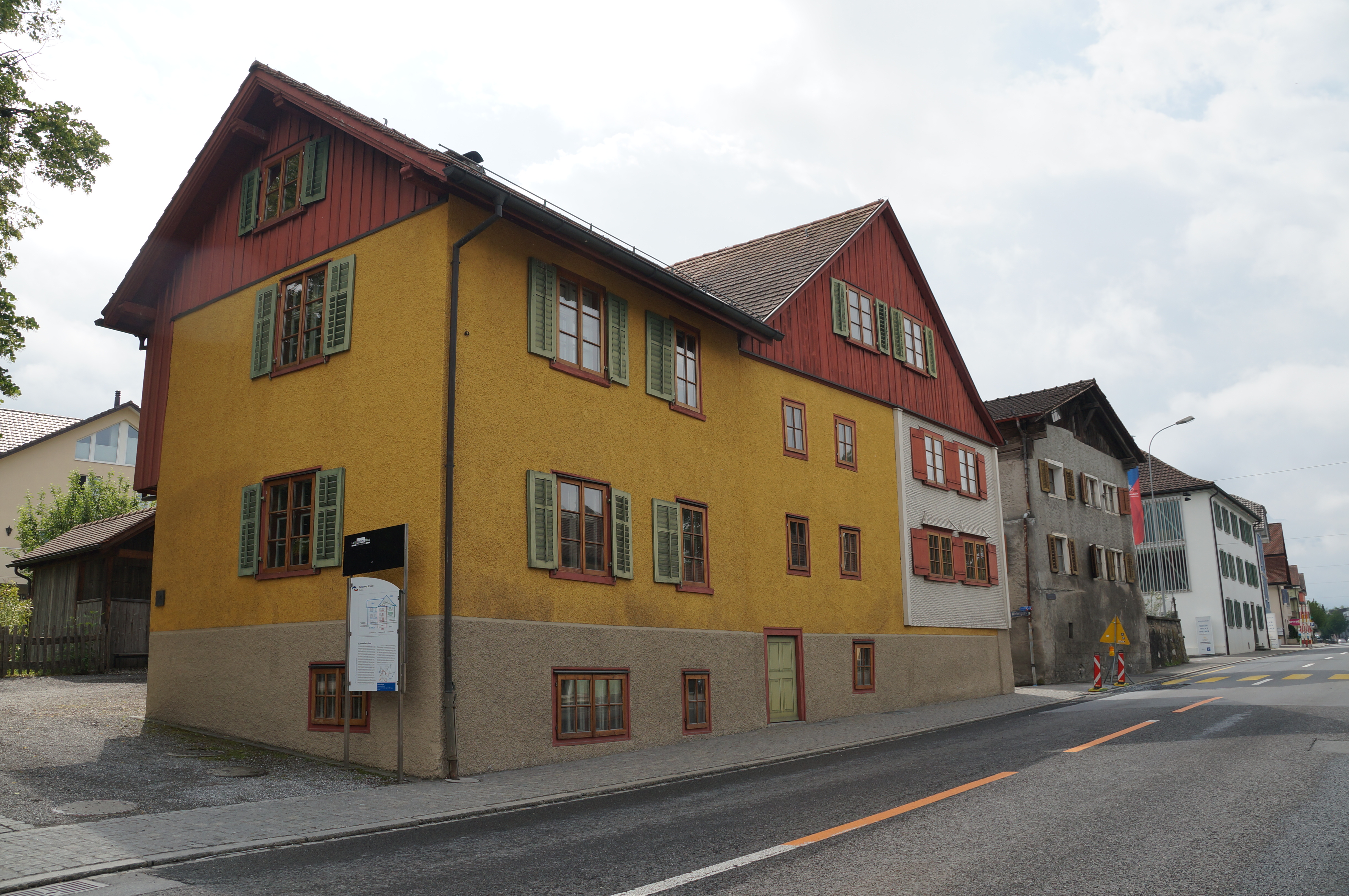
Das Landweibels-Huus an der Schaaner Landstrasse

Das Landweibels-Huus (im liechtensteinischen Volksmund: sLandweibels-Huus) ist eine Häusergruppe in Schaan. Sie liegt in 100 Meter von der Kirche St. Peter entfernt an der Landstrasse 71–75 in Schaan. Auch das Schaaner Kastell aus der Römerzeit liegt nahe dem Landweibels-Huus.
Der älteste Teil des Landweibels-Huus wurde im Jahr 1562 errichtet. Es wird vermutet, dass der Wohnturm für den damaligen Landammann Hans Schierscher errichtet wurde. Seinen heutigen Namen erhielt das Haus im 19. Jahrhundert von Landweibel Ludwig Beck (1844–1928). Er wohnte im südlichen Teil und nutzte dessen Stube als Polizeiposten. Die letzte Bewohnerin wurde «s Dampferle» genannt und bewohnte das Haus bis 1983.
Heute bietet das Bauwerk einen Einblick in die Wohn- und Lebenssituation zu dieser Zeit und steht seit 1988 unter Denkmalschutz.
Im Jahr 2006 erfolgten intensive Renovierungsarbeiten. Seitdem ist das Landweibels-Huus in den Sommermonaten von Freitag bis Sonntag für die Öffentlichkeit geöffnet und wird für Kunstausstellungen genutzt. Von Mai bis Oktober werden im Landweibels-Huus Führungen angeboten.